# Bobgunnia madagascariensis
Bobgunnia madagascariensis (tên cũ là Swartzia madagascariensis) là một loài thực vật thuộc họ Đậu.

## Miêu tả
B. madagascariensis là cây gỗ nhỏ, cao 3–4 m. Quả lớn, khi chín thì chuyển màu sẫm.

## Sử dụng

Làm mũi tên độc

Độc tố tạo thành khi rang hạt Bobgunnia madagascariensis và Diamphidia nigroornata được tẩm vào mũi tên của thổ dân Bushmen.